# Paralelo 75 S
O Paralelo 75 S é um paralelo no 75° grau a sul do plano equatorial terrestre. Atravessa a península da Antártida e algumas das suas plataformas de gelo.

## Dimensões
Conforme o sistema geodésico WGS 84, no nível de latitude 75° N, um grau de longitude equivale a 28,9 km; a extensão total do paralelo é portanto 10.405 km, cerca de 26% da extensão do Equador, da qual esse paralelo dista 8.327 km, distando 1.675 km do polo sul.

## Cruzamentos
De Greenwich para o leste, esse paralelo passa em cerca 47,5 % da sua extensão (até longitude 171° leste) pela Antártica Oriental. Dai, passa pelo Mar de Ross desde essa longitude até a longitude 140º oeste. Passa a seguir sobre a Terra de Marie Byrd e Terra de Ellsworth até a longitude 60° oeste de onde vai sobre o Mar de Weddell até atingir novamente terra firme na longitude 25° oeste.